# Oscar Verbeeck
Oscar Verbeeck (Sint-Joost-ten-Node, 6 juni 1891 – ?, 13 augustus 1971) was een Belgisch voetballer die speelde als verdediger. Hij voetbalde in Eerste klasse bij Club Brugge en Union Sint-Gillis en speelde 27 interlands met het Belgisch voetbalelftal waarmee hij in 1920 olympisch kampioen werd.. Théo Verbeeck is zijn oudere broer.

## Loopbaan
Verbeeck debuteerde in 1908 op 18-jarige leeftijd als verdediger in het eerste elftal van Club Brugge en verwierf er onmiddellijk een basisplaats. De ploeg speelde in de Eerste klasse en eindigde steeds in de top 5 van de eindrangschikking. Hij bleef er voetballen tot in 1912.
Union Sint-Gillis trok Verbeeck aan. In 1913 en 1914 won hij met de ploeg de Beker van België. Nadat de competitie terug hervat werd na de Eerste Wereldoorlog werd Verbeeck met Union nog landskampioen in 1923. Hij bleef er voetballen tot in 1926 toen hij een punt zette achter zijn spelersloopbaan op het hoogste niveau. In totaal speelde Verbeeck 254 wedstrijden in Eerste klasse en scoorde één doelpunt.
Tussen 1914 en 1924 speelde Verbeeck 27 wedstrijden met het Belgisch voetbalelftal. Hij nam deel aan de Olympische Zomerspelen 1920 in Antwerpen en werd met de ploeg olympisch kampioen. Verbeeck nam eveneens deel aan de Olympische Zomerspelen 1924 in Parijs waar hij een owngoal maakte in de wedstrijd tegen Zweden die met 8-1 werd verloren.
Na zijn spelersloopbaan was Verbeeck een tijdje trainer in het provinciaal voetbal bij onder meer RAFC Orp.